# Eustaquio Diaz de Rada

Escut del poble d'Andosilla on va néixer Diaz de Rada

Eustaquio Diaz de Rada (Andosilla, Navarra, 1815 - San Pedro Abanto, 29 de març de 1874) fou un general carlista.
Sent encara un infant, ingressà en l'exèrcit del Pretendent, i quan el conveni de Bergara, no volgué acollir-se a aquest, fugí a França, però fou inclòs en l'amnistia i retornà a Espanya, on se li reconegué el grau de capità i una creu de Sant Ferran que tenia en l'exèrcit carlí (1847).
El 1854 es trobà a Vicálvaro, on observà tan bon comportament, que el general Blaser li concedí el grau de tinent coronel, que el 1863 li'n fou confirmat per Leopoldo O'Donnell. Ascendí a coronel el 1863, i el 1865 restà en situació de reemplaçament per un acte d'indisciplina que portà a fi, al costat d'altres militars, en el quarter de la Cuartel de la Montaña de Madrid.
Poc temps després fou un dels auxiliars del general Prim, i per això ascendí a el 1868 a brigadier, sent nomenat comandant general de Burgos, però la seva conducta, així com la del capità general de Castella la Vella, Martínez Tenaquero, que també procedia del carlisme, in-fundí sospites al govern que suspengué ambdós dels seus càrrecs.
Descobert llavors el complot, Rada fugí a França i contribuí a la revolta de Navarra. No obstant aquests fets, no assolí la confiança de Carles, que el destituí del càrrec que tenia en l'exèrcit carlista, però més tard el reposà i prengué part amb lluïment en diverses accions de guerra, rebent una ferida mortal en la de San Pedro de Abanto el 1874.